# Conomya tibialis
Conomya tibialis är en tvåvingeart som beskrevs av Robineau-desvoidy 1830. Conomya tibialis ingår i släktet Conomya och familjen köttflugor. Inga underarter finns listade i Catalogue of Life.